# Lilla London

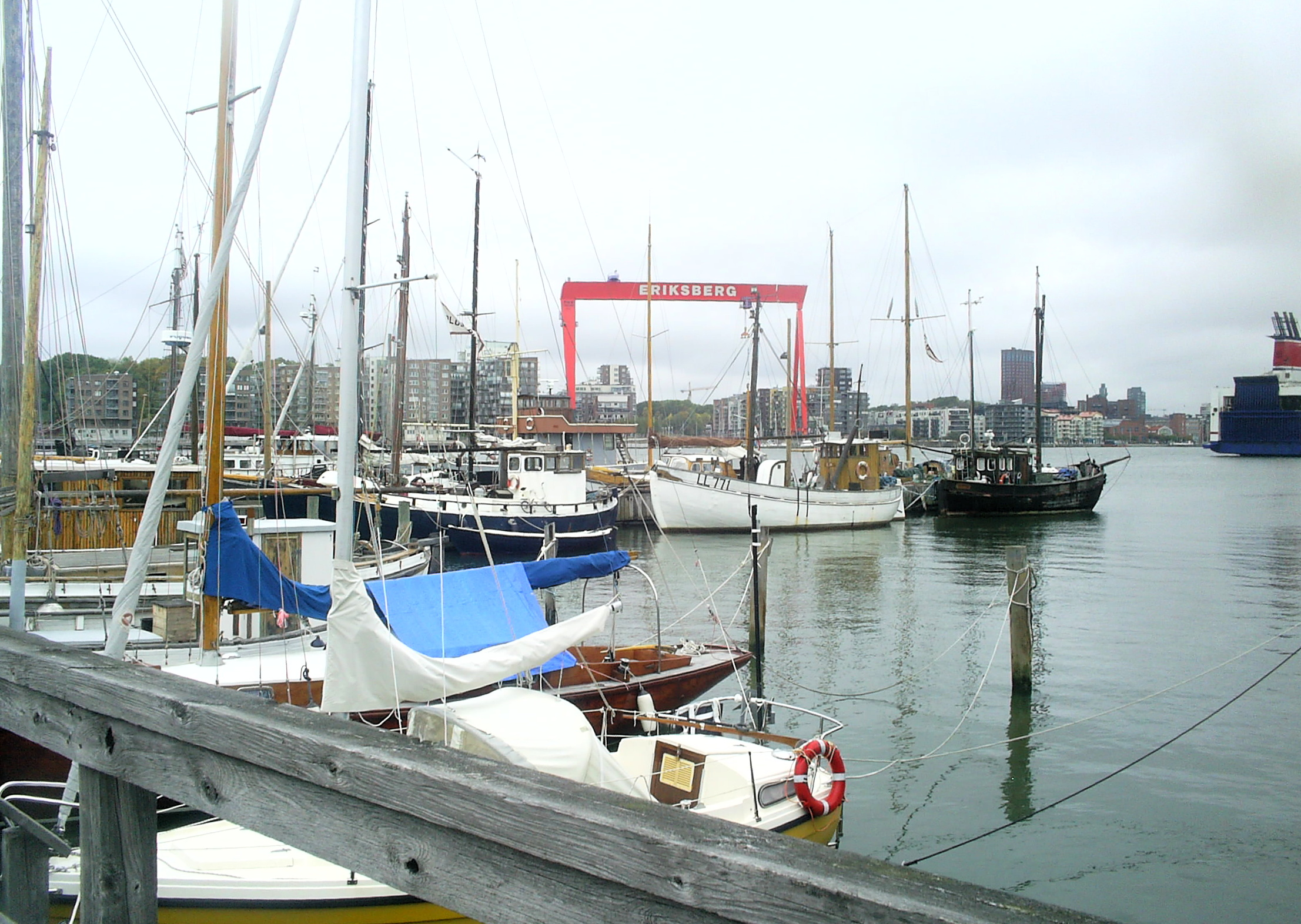
Göteborg kallas för Lilla London.

Lilla London, engelska Little London, är ett smeknamn för städer som har liknats vid London. I Sverige förknippas det oftast med Göteborg. Det har även använts för Balaklava, Colorado Springs och Kirseberg.
I Storbritannien och andra engelskspråkiga länder finns det många platser som heter Little London, det vill säga "Lilla London". I Serbien finns orten Mali London, vars namn betyder Lilla London.